# Андлав-Бирзек, Генрих Бернгард фон
Барон Генрих Бернгард фон Андлав-Бирзек (нем. Heinrich Bernhard von Andlaw-Birseck; 1802—1871) — писатель и государственный деятель из рода Андлау, младший брат Франца Ксавера фон Андлав-Бирзека.

## Биография
Генрих Бернгард фон Андлав-Бирзек родился в Германии в городе Фрайбурге 20 августа 1802 года.
С 1821 по 1825 год состоял на военной службе в городе Бадене.
Общественная и государственная деятельность Генриха Бернгарда фон Андлав-Бирзека началась после избрания его в первую баденскую палату, где он в качестве депутата от дворян-помещиков Верхнего Мурга (1833) постоянно выказывался ярым приверженцем ультрамонтанства и феодальной реакции.
В клерикально-консервативном направлении написаны многие его сочинения, а также целый ряд полемических брошюр.
Генрих Бернгард фон Андлав-Бирзек скончался 3 марта 1871 года в своем имении Гугштетен, близ Фрайберга.